# Сакрофано
Сакрофано (італ. Sacrofano) — муніципалітет в Італії, у регіоні Лаціо,  метрополійне місто Рим-Столиця.
Сакрофано розташоване на відстані близько 24 км на північ від Рима.
Населення — 7731 особа (2014).
Щорічний фестиваль відбувається 3 лютого. Покровитель — Biagio.

## Демографія
Населення за роками:

Станом на 1 січня 2023 року в муніципалітеті офіційно проживало 1089 іноземців з 59 країн, серед них 838 громадян країн Євросоюзу та 15 громадян України.

## Сусідні муніципалітети
- Кампаньяно-ді-Рома
- Кастельнуово-ді-Порто
- Формелло
- Мальяно-Романо
- Ріано
- Рим